# Синхронне плавання на Чемпіонаті світу з водних видів спорту 2017 — соло, довільна програма
Змагання з синхронного плавання в довільній програмі соло на Чемпіонаті світу з водних видів спорту 2017 відбулися 17 і 19 липня.

## Результати
Попередній раунд розпочався 17 липня о 19:00. Фінал відбувся 19 липня об 11:00.
Зеленим позначено фіналісток
| Місце | Плавчиня              | Країна          | Попередній раунд | Попередній раунд | Фінал      | Фінал      |
| Місце | Плавчиня              | Країна          | Очки             | Місце            | Очки       | Місце      |
| ----- | --------------------- | --------------- | ---------------- | ---------------- | ---------- | ---------- |
| 1     | Світлана Колесніченко | Росія           | 95.5000          | 1                | 96.1333    | 1          |
| 2     | Она Карбонелл         | Іспанія         | 94.1667          | 2                | 95.0333    | 2          |
| 3     | Анна Волошина         | Україна         | 92.8667          | 3                | 93.3000    | 3          |
| 4     | Юкіко Інуі            | Японія          | 91.9667          | 4                | 92.0667    | 4          |
| 5     | Лінда Черруті         | Італія          | 89.6000          | 6                | 90.6000    | 5          |
| 6     | Жаклін Сімоно         | Канада          | 89.8333          | 5                | 90.1333    | 6          |
| 7     | Євангелія Платаніоті  | Греція          | 87.8000          | 7                | 88.0000    | 7          |
| 8     | Васілікі Александрі   | Австрія         | 85.3000          | 8                | 86.3333    | 8          |
| 9     | Ев Планекс            | Франція         | 84.7667          | 9                | 84.6000    | 9          |
| 10    | Василина Хандошка     | Білорусь        | 84.2000          | 10               | 83.7667    | 10         |
| 11    | Min Hae-yon           | Північна Корея  | 84.1667          | 11               | 82.9000    | 11         |
| 12    | Кейт Шортман          | Велика Британія | 83.4667          | 12               | 82.3667    | 12         |
| 13    | Лара Мечнінг          | Ліхтенштейн     | 82.8667          | 13               | Не пройшли | Не пройшли |
| 14    | Вів'єнн Кох           | Швейцарія       | 82.2000          | 14               | Не пройшли | Не пройшли |
| 15    | Марія Котіньйо        | Бразилія        | 80.1333          | 15               | Не пройшли | Не пройшли |
| 16    | Марлен Боєр           | Німеччина       | 79.6000          | 16               | Не пройшли | Не пройшли |
| 17    | Софі Кіш              | Угорщина        | 79.4000          | 17               | Не пройшли | Не пройшли |
| 18    | Яел Полка             | Ізраїль         | 77.9000          | 18               | Не пройшли | Не пройшли |
| 19    | Lee Ri-young          | Південна Корея  | 77.8000          | 19               | Не пройшли | Не пройшли |
| 20    | Дефне Бакирчи         | Туреччина       | 77.3000          | 20               | Не пройшли | Не пройшли |
| 21    | Деббі Со              | Сінгапур        | 75.6000          | 21               | Не пройшли | Не пройшли |
| 22    | Дара Тамер            | Єгипет          | 75.5667          | 22               | Не пройшли | Не пройшли |
| 23    | Б'янка Консільєре     | Чилі            | 73.1000          | 23               | Не пройшли | Не пройшли |
| 24    | Невена Димитриєвич    | Сербія          | 72.7333          | 24               | Не пройшли | Не пройшли |
| 25    | Кайра Говертц         | Аруба           | 72.7000          | 25               | Не пройшли | Не пройшли |
| 26    | Хрістіна Дам'янова    | Болгарія        | 72.3667          | 26               | Не пройшли | Не пройшли |
| 27    | Лі Лі Їнг Хуей        | Малайзія        | 72.2667          | 27               | Не пройшли | Не пройшли |
| 28    | Світлана Щепаньська   | Польща          | 72.0333          | 28               | Не пройшли | Не пройшли |
| 29    | Малін Гердін          | Швеція          | 72.0333          | 29               | Не пройшли | Не пройшли |
| 30    | Алейша Брейвен        | Нова Зеландія   | 67.5333          | 30               | Не пройшли | Не пройшли |
| 31    | Б'янка Бенавідес      | Коста-Рика      | 67.3333          | 31               | Не пройшли | Не пройшли |
| 32    | Мелісса Алонсо        | Куба            | 66.7000          | 32               | Не пройшли | Не пройшли |